# Coenge Futebol Clube
O Coenge Futebol Clube foi um clube de futebol brasileiro, sediado em Gama, no Distrito Federal. Disputava o Campeonato Brasiliense nos anos de na sua era amadora. Ganhou o campeonato no ano de 1969.

## História
No ano de 1966, o COENGE S.A. - Engenharia e Construções, que foi uma das principais construtoras na construção de Brasília, parou de funcionar, com isso muitos trabalhadores desempregados resolveram se reunir para formar um time de futebol, que levou o nome da antiga construtora, sempre jogando como amador  Mandava os jogos no antigo Campo do Mariano, hoje sede social do Gama.
Foi tricampeão do Torneio de Aniversário de Gama (1967 a 1969), campeão de Gama em 1968, campeão invicto do Supercampeonato do Departamento Autônomo da Federação Desportiva de Brasília em 1969.
A sua maior conquista aconteceu em 19 de Outubro de 1969, quando o clube foi campeão brasiliense, vencendo o favorito Grêmio Brasiliense . Na época o campeonato era chamado de Taça Brasília, do qual participaram 24 clubes do Distrito Federal, entre profissionais e amadores.
Outras conquistas importantes como: vitória sobre o time profissional do Goiânia, um empate contra o Tupy de Minas Gerais, inclusive o clube recebeu medalha de honra do então presidente Médici. Além disso, em 1969, emprestou 8 atletas, servindo de  base para a Seleção Brasiliense, que jogou amistoso contra o Flamengo de Garrincha, no extinto estádio Pelezão. O clube possuía a sua sede em um alojamento na Quadra 22 do Setor Oeste no Gama.
Em 1971, o clube foi desfiliado da extinta Federação Desportiva de Brasília. Chegou a disputar o campeonato candango daquele ano, mas em 13 de Agosto de 1971, devido a dívidas com a tesouraria da FDB, foi extinto.
Desde então, passou a disputar campeonatos amadores e torneios com veteranos na cidade do Gama.

## Títulos
| DISTRITAIS             | DISTRITAIS | DISTRITAIS | DISTRITAIS |
| Competição             | Títulos    | Temporadas |            |
| ---------------------- | ---------- | ---------- | ---------- |
| Campeonato Brasiliense | 1          | 1969       |            |
| Departamento Autônomo  | 2          | 1968, 1969 |            |

## Ligações Externas
História do Futebol Brasiliense: https://historiafutebolbrasiliense.blogspot.com/2016/03/as-selecoes-de-brasilia-o-tumultuado.html